# اندروز (کارولینای شمالی)
اندروز (به انگلیسی: Andrews) شهری در ایالت کارولینای شمالی کشور ایالات متحده آمریکا است که جمعیت آن در سرشماری سال ۲۰۱۰ میلادی، ۱٬۷۸۱ نفر بوده‌است.